# ベティー・アバーリン
ベティ・アバーリン（Betty Aberlin）ことベティ・ケイ・アゲロフ（Betty Kay Ageloff、1942年12月30日 - ）は、アメリカ合衆国の女優。

## 経歴
ニューヨーク州でユダヤ人の家庭で育ち、クイーンズとスタテンアイランドの公立学校に通っていた。スタテンアイランドにあるカーティス高校に通い、1959年に卒業。その後ベニントン大学を卒業し、ハワード・ネメロフとバーナード・マラマッドに芸術、現代舞踊、文学を学んだ。
1954年、フェニックス劇場でデビューをした。これはウォルド・ソルトとアール・ロビンソンによるフォークオペラである。
1972年にはスマザーズ・ブラザーズなど数多くのテレビ番組に出演していた。
ミュージシャンのジョナサン・コールトンは、彼女が出演した『ミスター・ロジャースズ・ネイバーフッド』のキャラクターについての曲を作曲した。